# Hamish McKenzie
Hamish McKenzie (født 13. september 2004 i Launceston) er en cykelrytter fra Australien, der er på kontrakt hos Hagens Berman Jayco.